# Districtul Buguruslansky
Format:Infobox Russian district
Districtul Buguruslansky (rusă Бугурусла́нский райо́н) este un district administrativ  și municipal  ( raion ), unul dintre cele treizeci și cinci din regiunea Orenburg, Rusia .Se află în nord-vestul regiunii .Suprafața districtului este de 2.834 kilometri pătrați (1.094 mi2) .  Centrul său administrativ este orașul Buguruslan  (care nu face parte administrativ din district).  Populație: 19.680 (Recensământul din 2010);  23,523 (Recensământul din 2002)    

## Statutul administrativ și municipal
În cadrul diviziilor administrative,districtul Buguruslansky este unul dintre cele treizeci și cinci din regiune.  orașul Buguruslan servește drept centru administrativ  în ciuda faptului că este încorporat separat ca unitate administrativă cu statutul egal cu cel al districtelor . 
Ca divizie municipală, districtul este încorporat ca district municipal Buguruslansky . 